# San Ramón (Chile)
San Ramón ist eine Gemeinde der Región Metropolitana de Santiago mit 82.900 Einwohnern (2017). Sie ist eine der Gemeinden der Provinz Santiago und bildet ein Stadtviertel von Groß-Santiago.

## Geschichte
Die Gemeinde San Ramón wurde durch ein Dekret vom März 1981, erlassen von der Regierung Augusto Pinochet, gegründet. Die Stadtverwaltung nahm ihre Funktionen am 22. November 1984 auf, wobei der erster Bürgermeister Jesús Antonio Cabedo Ibarra wurde. Die Gemeinde wurde aus dem Territorium von La Granja mit einigen Gebieten, die von den Gemeinden San Miguel und La Cisterna abgetrennt wurden, geschaffen. Der Name erinnert an den ersten Wohnkomplex, der 1944 in diesem Gebiet gebaut wurde.
Am Donnerstag, dem 2. April 1987, wurde die Kommune von Papst Johannes Paul II. besucht, der eine Rede im Parque La Bandera hielt, als der Park noch eine Einöde war, um den ärmsten Einwohnern Santiagos im südlichen Bereich desselben näher zu kommen. Zu diesem Zeitpunkt gab es Demonstrationen und Repression durch die Streitkräfte aufgrund der politischen Situation, die damals im Land herrschte.

## Demografie
Laut der Volkszählung 2017 lebten in der Gemeinde San Ramón 82.900 Personen. Davon waren 40.873 Männer und 42.027 Frauen, womit es einen leichten Frauenüberschuss gab.